# 오장군의 발톱
"오장군의 발톱"은 2018년에 개봉한 대한민국의 영화이다. 

## 캐스팅
- 맹세창 : 오장군 역
- 조혜정 : 꽃분이 역
- 서갑숙 : 엄마 역
- 명계남 : 동쪽나라 장군 역
- 고건한 : 고 상병 역
- 정겨운 : 소대장 역
- 김예나 : 연이 엄마 역
- 이상훈 : 김첨지 역
- 한창현 : 서쪽나라 장군 역
- 이태인 : 동쪽나라 정보참모 역
- 김종인 : 훈련병 1 역
- 백도경 : 훈련병 2 역
- 황성진 : 훈련병 3 역
- 박현민 : 교관 역
- 박승규 : 징집소 장교 역
- 이삼우 : 헌병 장교 역
- 엄국현 : 행정 장교 역
- 전강민 : 조교 역
- 전정환 : 수색 소대원 역
- 박태민 : 수색 소대원 역
- 이호준 : 수색 소대원 역
- 한진영 : 수색 소대원 역
- 안정윤 : 수색 소대원 역
- 정래민 : 수색 소대원 역
- 조기영 : 수색 소대원 역
- 왕은상 : 수색 소대원 역
- 천호준 : 수색 소대원 역
- 김민준 : 수색 소대원 역
- 김준영 : 수색 소대원 역
- 이승우 : 수색 소대원 역
- 김동규 : 수색 소대원 역
- 원산하 : 수색 소대원 역
- 이기연 : 수색 소대원 역
- 주원규 : 수색 소대원 역
- 박성준 : 수색 소대원 역
- 최재민 : 수색 소대원 역
- 이민성 : 수색 소대원 역
- 이용 : 수색 소대원 역
- 이창한 : 동쪽나라 헌병 역
- 유석호 : 동쪽나라 참모 역
- 구문조 : 동쪽나라 참모 역
- 김인식 : 동쪽나라 참모 역
- 김태현 : 동쪽나라 참모 역
- 배찬우 : 동쪽나라 참모 역
- 박광진 : 동쪽나라 참모 역
- 박훈 : 서쪽나라 참모 역
- 임채완 : 서쪽나라 참모 역
- 최상규 : 서쪽나라 병사 역
- 김민욱 : 서쪽나라 소년 병사 역
- 이지원 : 연이 역 (특별출연)

## 같이 보기
- 2018년 대한민국의 영화 목록